# Maria Mohylanka
Maria Amalia Mohylanka (czasem Marianna Mohylanka, ur. 1591, zm. 1638) – córka Jeremiego Mohyły, hospodara mołdawskiego, żona kolejno wojewody bracławskiego Stefana Potockiego, wojewody sandomierskiego Mikołaja Firleja, posiadaczka starostwa kazimierskiego w latach 1636-1638.

## Życiorys
Do cerkwi św. Mikołaja w Buczaczu przywiozła ikonę Bogurodzicy, znajdującą się dziś na wschodniej ścianie ołtarza. Była także hojną protektorką Skitu Maniawskiego. Dominikankom w Kamieńcu Podolskim oddała na klasztor swoją rezydencję w tym mieście. Rozbudowała zamek w Buczaczu. Jej kosztem została zbudowana murowana cerkiew pw. Św. Trójcy w Buczaczu.
W czasie wyprawy swojego męża do Mołdawii zakończonej Bitwą pod Sasowym Rogiem, u Anny de domo Potockiej, żony Stanisława Golskiego, w Podhajcach zdeponowała skarb, który potem był przedmiotem długich sporów i procesów sądowych, a także zajazdu w roku 1618.
Po śmierci pierwszego męża Stefana Potockiego wyszła za mąż za Mikołaja Firleja, wojewodę sandomierskiego. Następnie – za ks. Wiśniowieckiego.
Z małżeństwa ze Stefanem Potockim miała dwie córki, Katarzynę (1619-1642) oraz Annę. Katarzyna wyszła za mąż za Janusza Radziwiłła w 1638 roku. Anna wychodziła za mąż trzykrotnie. Za Dominika Kazanowskiego, potem za Bogusława Słuszkę, a następnie za Mikołaja Stanisławskiego. Miała ze Stefanem Potockim synów: Piotra, Pawła, Jana.
Jej siostry również zostały wydane za polskich magnatów: Raina za Michała Wiśniowieckiego (była matką Jeremiego Wiśniowieckiego), słynna z urody Katarzyna natomiast została wydana za księcia Samuela Koreckiego, Anna za Jana Sędziwója Czarnkowskiego.